# Ghostbusters: Sanctum of Slime
Ghostbusters: Sanctum of Slime est un jeu vidéo de type shoot 'em up développé par Behaviour Santiago et édité par Atari SA, sorti en 2011 sur Windows, PlayStation 3 et Xbox 360.

## Accueil
- GameSpot : 4/10[1]
- IGN : 4,5/10[2]